# Pumi (mniejszość narodowa)
Pumi (IPA pʰʐ.ẽmi; chiń. 普米族; pinyin Pǔmǐ zú) – grupa etniczna w Chinach, posługująca się językiem pumi z grupy tybeto-birmańskiej. Ich wierzenia bazują na tradycji bön, buddyzmie tybetańskim i kulcie przodków.